# Caprimulgus ruwenzorii
Caprimulgus ruwenzorii е вид птица от семейство Caprimulgidae.

## Разпространение
Видът е разпространен в Ангола, Бурунди, Еритрея, Етиопия, Замбия, Демократична република Конго, Кения, Малави, Руанда, Саудитска Арабия, Судан, Танзания, Уганда и Южен Судан.